# Авария Як-40 в Алдане
Авария Як-40 в Алдане — авиационная авария, произошедшая 8 апреля 1978 года в аэропорту Алдан. Авиалайнер Як-40 авиакомпании «Аэрофлот» выполнял плановый рейс SU-401 по маршруту Алдан — Якутск, но при взлёте самолёт резко накренился вправо и упал на заснеженное поле и врезался в бруствер. Никто из 17 человек на борту (12 пассажиров и 5 членов экипажа) не погиб, пострадали 5 человек.
Официальная причина катастрофы так и не была установлена.

## Самолёт
Як-40 с бортовым номером 87911 (заводской — 9731854, серийный — 54-18) был выпущен Саратовским авиационным заводом в 1977 году и к 17 августа передан Министерству гражданской авиации СССР, которое направило его в Алданский авиаотряд Якутского управления гражданской авиации. На момент инцидента авиалайнер имел 422 часа налёта и 301 посадку.

## Экипаж
Самолёт пилотировал экипаж из Алданского ОАО, состоящий из:
- Командир воздушного судна (КВС) — А. И. Орищенко

- Второй пилот — Ю. П. Чупрынин

- О бортинженере информации не обнаружено.

## Авария
Як-40 борт СССР-87911 8 апреля 1978 года должен был выполнить почтово-багажный рейс SU-401 из Алдана в Якутск. На его борту находилось 12 пассажиров и 5 членов экипажа (всего 17 человек).
В 06:52 экипаж начал взлёт по магнитному курсу 235° и на скорости 178 км/ч оторвал самолёт от взлётно-посадочной полосы. Но сразу после этого появился увеличивающийся правый крен. Пилоты попытались парировать его отклонением элеронов и руля направления, но самолёт на это не реагировал и начал терять высоту. С креном 30° Як-40  ударился правой плоскостью крыла о покрывающий полосу снег, затем его занесло вправо и с курсом 196° он врезался в снежный бруствер высотой 1,5 метра, одновременно развернувшись на 380°. Сломав стойки шасси, авиалайнер промчался по снегу 110 метров и остановился на обочине рулёжной дорожки № 4 с курсом 216°.
В результате происшествия самолёт был частично разрушен, пострадали 5 членов экипажа (ушибы).

## Причины
По заключению комиссии авария произошла из-за срыва потока на правом крыле по неустановленной точно причине. В действиях экипажа и в состоянии самолёта причин к сваливанию выявлено не было. В то же время, были отмечены неудовлетворительные аэродинамические характеристики по устойчивости и управляемости самолетов Як-40 на малых скоростях.

## Последствия
После данной аварии в РЛЭ самолётов Як-40 внесли изменения — скорость отрыва (V2) увеличили на 5 км/ч.